# ريجنالد س. هارمون
ريجنالد س. هارمون (بالإنجليزية: Reginald C. Harmon)‏ هو ضابط ومحامي أمريكي، ولد في 5 فبراير 1900 في أولني في الولايات المتحدة، وتوفي في 23 أكتوبر 1992.